# یانو د المدو
یانو د المدو (به اسپانیایی: Llano de Olmedo) یک شهرستان در اسپانیا است که در استان وایادولید واقع شده‌است.